# Kalika (Humla)
Kalika (nep. कालिका) – gaun wikas samiti w zachodniej części Nepalu w strefie Karnali w dystrykcie Humla. Według nepalskiego spisu powszechnego z 2011 roku liczył on 533 gospodarstwa domowe i 3158 mieszkańców (1584 kobiety i 1574 mężczyzn).